# Grant Long
Grant Andrew Long (Wayne, Míchigan, 12 de marzo de 1966) es un exjugador de baloncesto estadounidense que militó en la NBA desde 1988 hasta 2003. Con 2,03 metros de altura, jugaba en la posición de alero.

## Carrera

### Universidad
Long disputó cuatro temporadas con los Eagles de la Universidad de Míchigan Oriental, promediando en su año sénior 23 puntos y 10,4 rebotes, consiguiendo además 215 tiros libres anotados, batiendo el récord de 208 de George Gervin en la temporada 1971-72. En su campaña júnior firmó 17,5 puntos y 9 rebotes en 30,3 minutos de juego por partido. Durante sus cuatro años en los Eagles, sus números fueron de 13,5 puntos y 7,6 rebotes por encuentro.

### NBA
Fue seleccionado por Miami Heat en la 33.ª posición de la segunda ronda del Draft de 1988, haciendo honores de MVP del equipo en su primera temporada en la liga. Promedió 11,9 puntos y 6,7 rebotes, finalizando tercero en anotación de los Heat y segundo en minutos jugados con 2.435 y en robos de balón con 122. Anotó 30 puntos en dos ocasiones y tuvo la dudosa distinción de liderar la liga en faltas personales con 337 en toda la temporada. En sus dos siguientes campañas en el equipo su rendimiento descendió, aunque en la 1991-92 realizó su mejor temporada estadísticamente con 14,8 puntos y 8,4 rebotes por partido. Tras otras dos buenas temporadas en los Heat, fue traspasado el 7 de noviembre de 1994 junto con Steve Smith y una futura segunda ronda de draft a Atlanta Hawks por Kevin Willis y una futura primera ronda de draft. 
En los Hawks pasó una temporada y media, siendo nuevamente traspasado esta vez a Detroit Pistons en 1996. Sus dos campañas disputadas en los Pistons dieron clara muestra del inicio del ocaso de su carrera. A partir de 1998 comenzó a deambular por las franquicias de la liga, jugando de nuevo en los Hawks, Vancouver Grizzlies (también en la etapa de Memphis Grizzlies) y Boston Celtics, dando por finalizada su carrera profesional tras la temporada 2002-03, en la que promedió 1,8 puntos y 2 rebotes en 41 partidos con los Celtics.

## Estadísticas de su carrera en la NBA

### Temporada regular
| Año     | Equipo    | PJ    | PT  | MPP  | %TC  | %3P  | %TL  | RPP | APP | ROB | TPP | PPP  |
| ------- | --------- | ----- | --- | ---- | ---- | ---- | ---- | --- | --- | --- | --- | ---- |
| 1988-89 | Miami     | 82    | 73  | 29.7 | .486 | .000 | .749 | 6.7 | 1.8 | 1.5 | .6  | 11.9 |
| 1989-90 | Miami     | 81    | 31  | 22.9 | .483 | .000 | .714 | 5.0 | 1.2 | 1.1 | .5  | 8.5  |
| 1990-91 | Miami     | 80    | 66  | 31.4 | .492 | .167 | .787 | 7.1 | 2.2 | 1.5 | .5  | 9.2  |
| 1991-92 | Miami     | 82    | 82  | 37.4 | .494 | .273 | .807 | 8.4 | 2.7 | 1.7 | .5  | 14.8 |
| 1992-93 | Miami     | 76    | 62  | 35.9 | .469 | .231 | .765 | 7.5 | 2.4 | 1.4 | .4  | 14.0 |
| 1993-94 | Miami     | 69    | 59  | 31.9 | .446 | .167 | .786 | 7.2 | 2.5 | 1.3 | .4  | 11.4 |
| 1994-95 | Miami     | 2     | 2   | 31.0 | .417 | –    | .600 | 5.5 | 2.0 | 1.0 | .0  | 8.0  |
| 1994-95 | Atlanta   | 79    | 77  | 32.6 | .479 | .355 | .756 | 7.5 | 1.6 | 1.4 | .4  | 11.7 |
| 1995-96 | Atlanta   | 82    | 82  | 36.7 | .471 | .360 | .763 | 9.6 | 2.2 | 1.3 | .4  | 13.1 |
| 1996-97 | Detroit   | 65    | 24  | 18.0 | .447 | .362 | .750 | 3.4 | .6  | .7  | .1  | 5.0  |
| 1997-98 | Detroit   | 40    | 17  | 18.5 | .427 | .000 | .719 | 3.8 | .6  | .7  | .3  | 3.5  |
| 1998-99 | Atlanta   | 50    | 13  | 27.6 | .421 | .167 | .783 | 5.9 | 1.1 | 1.1 | .3  | 9.8  |
| 1999-00 | Vancouver | 42    | 1   | 21.9 | .443 | .000 | .775 | 5.6 | 1.0 | 1.1 | .2  | 4.8  |
| 2000-01 | Vancouver | 66    | 27  | 22.8 | .439 | .267 | .713 | 4.2 | 1.3 | 1.1 | .2  | 6.0  |
| 2001-02 | Memphis   | 66    | 56  | 28.3 | .426 | .176 | .699 | 3.5 | 2.1 | 1.0 | .2  | 6.3  |
| 2002-03 | Boston    | 41    | 1   | 11.9 | .386 | .000 | .783 | 2.0 | .6  | .2  | .0  | 1.8  |
| Total   | Total     | 1,003 | 673 | 28.4 | .467 | .283 | .761 | 6.1 | 1.7 | 1.2 | .4  | 9.5  |

### Playoffs
| Año   | Equipo  | PJ | PT | MPP  | %TC  | %3P  | %TL  | RPP  | APP | ROB | TPP | PPP  |
| ----- | ------- | -- | -- | ---- | ---- | ---- | ---- | ---- | --- | --- | --- | ---- |
| 1992  | Miami   | 3  | 3  | 40.0 | .417 | .000 | .700 | 5.0  | 2.7 | 1.7 | .0  | 12.3 |
| 1994  | Miami   | 4  | 2  | 27.5 | .389 | –    | .778 | 4.5  | 1.8 | .8  | .5  | 12.3 |
| 1995  | Atlanta | 3  | 3  | 36.7 | .500 | .000 | .722 | 11.3 | 1.3 | 1.3 | .3  | 13.7 |
| 1996  | Atlanta | 10 | 10 | 36.2 | .396 | .250 | .800 | 8.6  | 2.8 | .7  | .3  | 11.4 |
| 1997  | Detroit | 5  | 0  | 17.2 | .444 | .000 | .818 | 2.2  | .6  | .8  | .0  | 5.0  |
| 1999  | Atlanta | 9  | 9  | 39.8 | .409 | .250 | .727 | 8.2  | .9  | 2.0 | .4  | 11.7 |
| 2003  | Boston  | 8  | 0  | 4.3  | .250 | –    | –    | .6   | .1  | .0  | .0  | .3   |
| Total | Total   | 42 | 27 | 28.1 | .411 | .200 | .756 | 5.8  | 1.4 | 1.0 | .2  | 8.9  |

## Vida personal
Grant y su esposa Nikki tienen cuatro hijos: Garvis, Gavar, Abagayl y Amiala.
Su tío John Long y su primo Terry Mills jugaron también en la NBA.